# اکسید آهن (III)
اکسید آهن (III) (به انگلیسی: Iron(III) oxide) یا اکسید فریک با فرمول شیمیایی Fe2O3 یک ترکیب شیمیایی با شناسه پاب‌کم ۵۱۸۶۹۶ است؛ که جرم مولی آن ۱۵۹٫۶۹ گرم بر مول می‌باشد. شکل ظاهری این ترکیب، جامد قهوه‌ای-قرمز است.